# Jean-Jacques Poupart
Jean-Jacques Poupart, né en 1726 et mort le 17 mars 1796 à Paris, est un ecclésiastique français, curé de la paroisse Saint-Eustache à Paris et confesseur du roi Louis XVI.

## Biographie
Licencié ès lois, ancien oratorien, Jean-Jacques Poupart est curé de l'église Saint-Eustache, paroisse du Palais-Royal, où il assiste aux ondoiements des enfants de Louis Philippe d'Orléans et de Marie-Adélaïde de Bourbon, dont celui du futur roi Louis-Philippe Ier le 6 octobre 1773.
Il devient le confesseur de Louis XVI. Il prête serment à la constitution civile du clergé le 9 janvier 1791. Dès lors, il est très mal vu par la communauté religieuse, si bien qu'il perd la confiance du roi. Celui-ci se tourne vers François-Louis Hébert qui devient très vite son nouveau confesseur. Poupart préside le Comité de la section du Contrat-Social en 1793. Il meurt le 17 mars 1796 à Paris.
Les collections du château de Versailles conservent, le représentant, une gravure de Pierre Duflos le Jeune d'après Jacques-Louis Touzé.